# Pertoltice pod Ralskem
Pour les articles homonymes, voir Pertoltice.
Pertoltice pod Ralskem (en allemand : Barzdorf am Rollberge) est une commune du district de Česká Lípa, dans la région de Liberec, en République tchèque. Sa population s'élevait à 413 habitants en 2021.

## Géographie
Pertoltice pod Ralskem se trouve à 13 km à l'est de Česká Lípa, à 26 km à l'ouest-sud-ouest de Liberec et à 71 km au nord-nord-est de Prague.
La commune est limitée par Zákupy et Brniště au nord, par Noviny pod Ralskem à l'est, par Mimoň au sud, et par Bohatice à l'ouest.

## Histoire
La première mention écrite de la localité date de 1543.

## Galerie

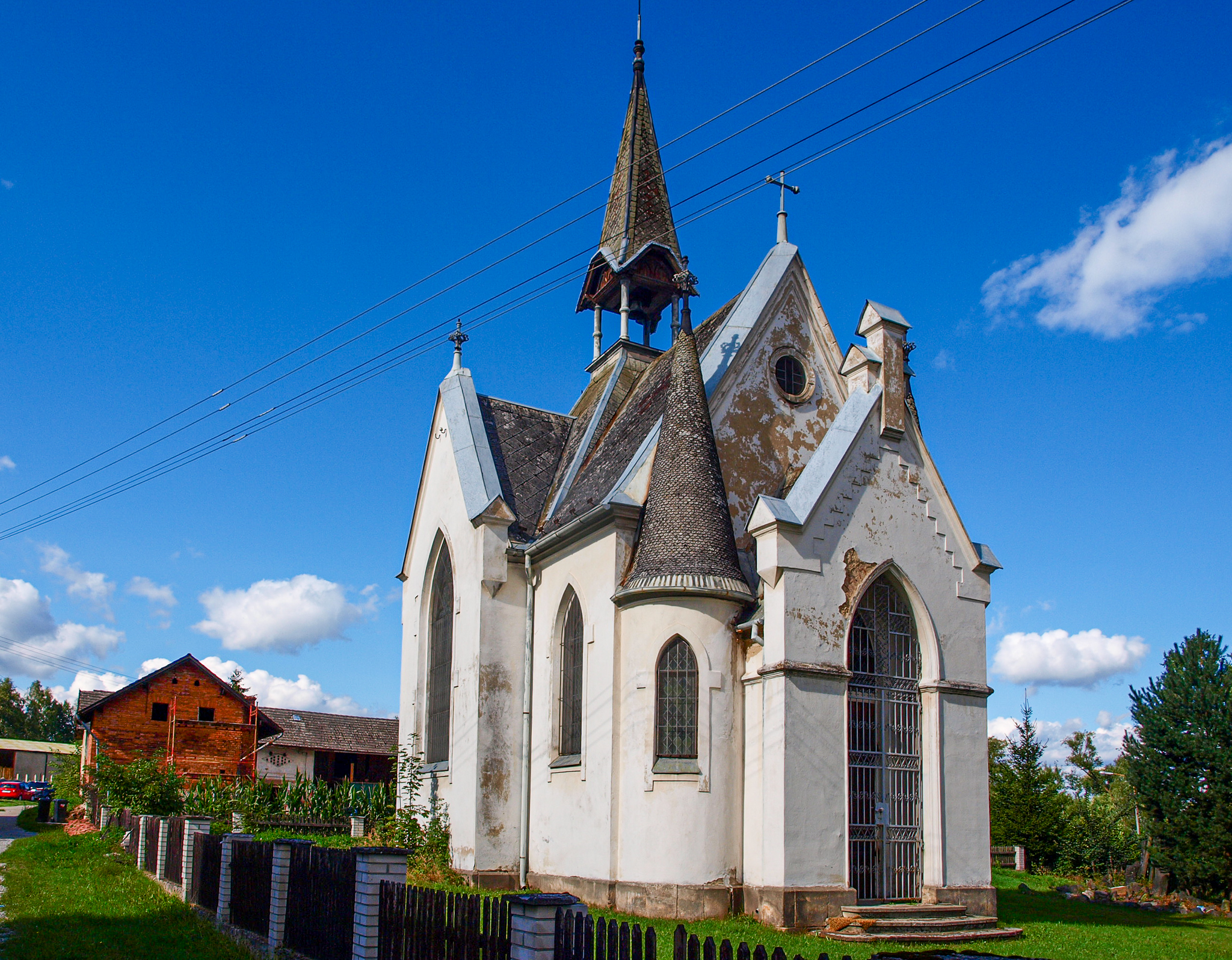
Chapelle Saint-Procope.
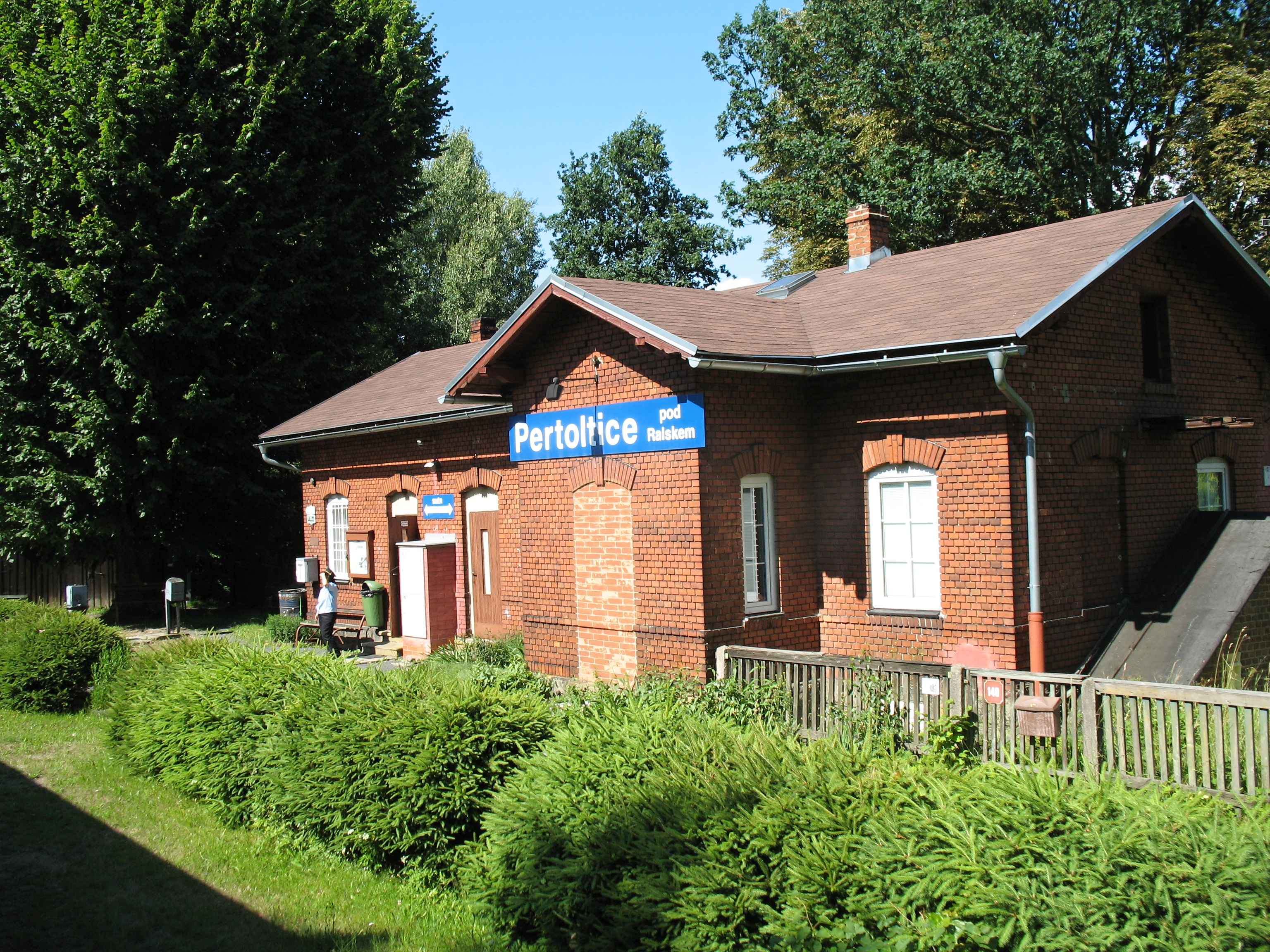
Gare ferroviaire.

## Transports
Par la route, Pertoltice pod Ralskem se trouve à 2 km de Mimoň, à 17 km de Česká Lípa, à 38 km de Liberec et à 93 km de Prague.